# Scaptius ignivena
Scaptius ignivena là một loài bướm đêm thuộc phân họ Arctiinae, họ Erebidae.